# South East Melbourne Phoenix
Los South East Melbourne Phoenix son un equipo de baloncesto australiano con sede en la ciudad de Melbourne, Victoria, que compite en la NBL, la principal categoría del baloncesto oceánico. Disputa la mayor parte de sus partidos como local en el Melbourne Arena, con capacidad para 10500 espectadores, aunque también utiliza en ocasiones el State Basketball Centre.

## Historia
La NBL tenía planes de expandir la liga a partir de la temporada 2019-20, y vendió una licencia de franquicia al copropietario de Swansea City, Romie Chaudhari, en julio de 2018. En agosto de 2018, el exjugador de los Melbourne Tigers, Tommy Greer, fue nombrado mánager general de la nueva franquicia, y esta designación en ese momento indicaba que la misma probablemente tendría su sede en Melbourne. El 2 de septiembre de 2018, la NBL anunció que la novena franquicia de la liga para la temporada 2019-20 se situaría en el sureste de Melbourne. El 17 de noviembre de 2018, el nombre del equipo fue anunciado como South East Melbourne Phoenix. El logotipo del equipo y los colores también fueron presentados. El 4 de diciembre de 2018, el alero  de los Adelaide 36ers, Mitch Creek, fue anunciado como el primer fichaje del equipo.

## Trayectoria
| Temporada                    | División | Liga | Temporada regular | Temporada regular | Temporada regular | Temporada regular | Temporada regular | Playoffs        | Entrenador     | Capitán     | MVP         |
| Temporada                    | División | Liga | Posición          | Jugados           | Ganados           | Perdidos          | %                 | Playoffs        | Entrenador     | Capitán     | MVP         |
| ---------------------------- | -------- | ---- | ----------------- | ----------------- | ----------------- | ----------------- | ----------------- | --------------- | -------------- | ----------- | ----------- |
| South East Melbourne Phoenix |          |      |                   |                   |                   |                   |                   |                 |                |             |             |
| 2019–20                      | 1        | NBL  | 8º                | 28                | 9                 | 19                | .321              | No se clasificó | Simon Mitchell | Mitch Creek | Mitch Creek |